# Cleveland Browns 1964
La stagione 1964 dei Cleveland Browns è stata la 15ª della franchigia nella National Football League, la 19ª complessiva. La squadra terminò con un record di 10-3-1, prima nella NFL Eastern Conference. Nella finale di campionato era sfavorita contro i Baltimore Colts, che potevano contare sul miglior attacco della lega, ma vinse per 27-0, dando a Jim Brown l'unico titolo della carriera. Al 2021 questo è l'ultimo campionato vinto dai Browns.

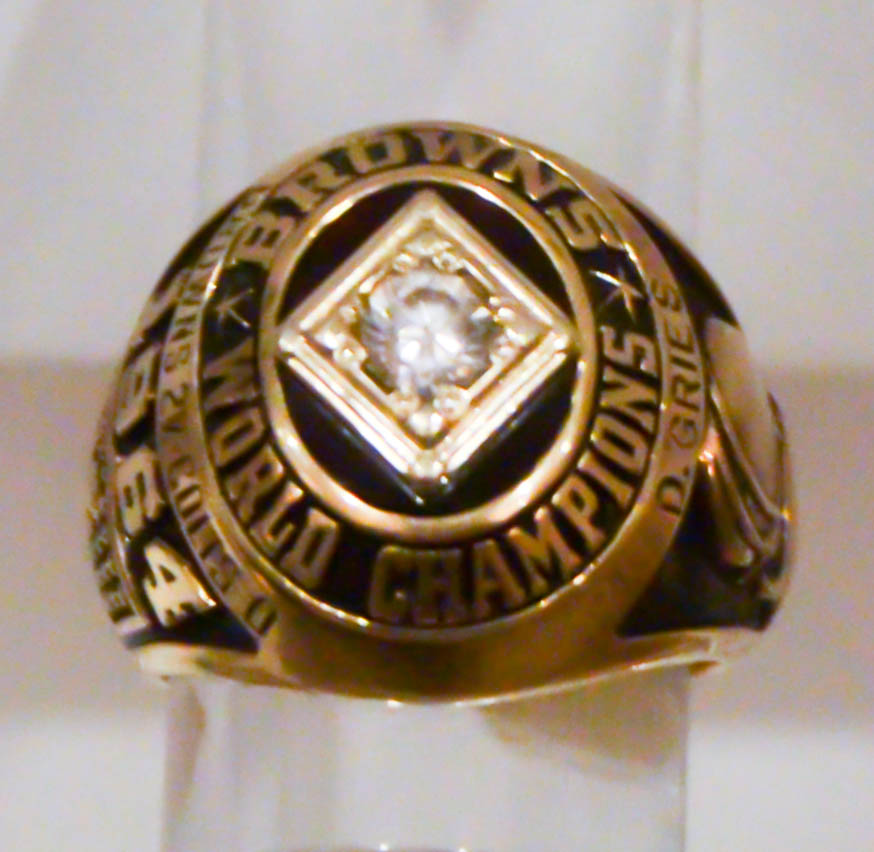
L'anello di campioni del 1964

## Roster
| Roster dei Cleveland Browns nel 1964 |
| --- |
| Quarterback - 11 Jim Ninowski - 13 Frank Ryan Running Back - 32 Jim Brown FB - 36 Charley Scales - 44 Leroy Kelly KR/PR - 48 Ernie Green Wide Receiver - 27 Walter Roberts KR/PR - 42 Paul Warfield - 85 Clifton McNeil - 86 Gary Collins P - 87 Tom Hutchinson Tight End - 83 Johnny Brewer Offensive Linemen - 56 John Morrow C - 60 John Wooten G - 62 Dale Memmelaar G - 66 Gene Hickerson G - 70 John Brown T - 73 Monte Clark T - 75 Roger Shoals T - 77 Dick Schafrath T Defensive Linemen - 69 Jim Kanicki DT - 72 Mike Bundra DT - 74 Dick Modzelewski DT - 78 Frank Parker DT - 79 Bob Gain DT - 80 Bill Glass DE - 84 Paul Wiggin DE Linebacker - 35 Galen Fiss OLB - 38 Stan Sczurek OLB - 50 Vince Costello MLB - 52 Mike Lucci MLB - 64 Ed Bettridge MLB - 67 Sid Williams OLB - 82 Jim Houston OLB/DE Defensive Back - 20 Ross Fichtner S - 22 Lowell Caylor S - 23 Larry Benz S - 24 Bobby Franklin S - 26 Dave Raimey CB - 30 Bernie Parrish CB - 49 Walter Beach CB Special Team - 76 Lou Groza K |
| Legenda - I rookie sono in corsivo. - Il primo ruolo è il principale mentre gli eventuali successivi indicano i ruoli secondari. - (IR) sta per Injured Reserve ed indica la lista ristretta per un solo giocatore infortunato che può tornare ad allenarsi dopo la settimana 6 e a rientrare in prima squadra dopo che questa ha giocato 8 partite. - (NF-Inj.) / (NF-Ill.) stanno rispettivamente per Non-Football Injured e Non-Football Illness ed indicano le liste dove viene inserito un giocatore che ha un infortunio o una malattia non dipendente dal football americano. - (PUP) sta per Physically Unable to Perform ed indica la lista dove viene inserito un giocatore mentre è in attesa di recuperare la condizione fisica. Nella stagione regolare dopo la sesta partita giocata dalla propria squadra, il giocatore ha tempo tre settimane per riprendere ad allenarsi, più tre settimane aggiuntive dal suo rientro agli allenamenti per rientrare in prima squadra.                            |

## Calendario
| Stagione regolare |              |                                     |           |        |                              |          |         |
| Turno             | Data         | Avversario                          | Punteggio | Record | Stadio                       | Pubblico | Sintesi |
| 1                 | 13 settembre | at Washington Redskins              | 27–13     | 1–0    | District of Columbia Stadium | 47,577   | Recap   |
| 2                 | 20 settembre | St. Louis Cardinals                 | 33–33     | 1–0–1  | Cleveland Stadium            | 76,954   | Recap   |
| 3                 | 27 settembre | at Philadelphia Eagles              | 28–20     | 2–0–1  | Franklin Field               | 60,671   | Recap   |
| 4                 | 4 ottobre    | Dallas Cowboys                      | 27–6      | 3–0–1  | Cleveland Stadium            | 72,062   | Recap   |
| 5                 | 10 ottobre   | Pittsburgh Steelers                 | 7–23      | 3–1–1  | Cleveland Stadium            | 80,530   | Recap   |
| 6                 | 18 ottobre   | at Dallas Cowboys                   | 20–16     | 4–1–1  | Cotton Bowl                  | 37,456   | Recap   |
| 7                 | 25 ottobre   | New York Giants                     | 42–20     | 5–1–1  | Cleveland Stadium            | 81,050   | Recap   |
| 8                 | 1 novembre   | at Pittsburgh Steelers              | 30–17     | 6–1–1  | Pitt Stadium                 | 49,568   | Recap   |
| 9                 | 8 novembre   | Washington Redskins                 | 34–24     | 7–1–1  | Cleveland Stadium            | 76,385   | Recap   |
| 10                | 15 novembre  | Detroit Lions                       | 37–21     | 8–1–1  | Cleveland Stadium            | 83,064   | Recap   |
| 11                | 22 novembre  | vs. Green Bay Packers (a Milwaukee) | 21–28     | 8–2–1  | Milwaukee County Stadium     | 48,065   | Recap   |
| 12                | 29 novembre  | Philadelphia Eagles                 | 38–24     | 9–2–1  | Cleveland Stadium            | 79,289   | Recap   |
| 13                | 6 dicembre   | at St. Louis Cardinals              | 19–28     | 9–3–1  | Busch Stadium I              | 31,585   | Recap   |
| 14                | 12 dicembre  | at New York Giants                  | 52–20     | 10–3–1 | Yankee Stadium (I)           | 63,007   | Recap   |

### Playoff
| Playoff |             |                 |           |                   |          |         |
| Turno   | Data        | Avversario      | Punteggio | Stadio            | Pubblico | Sintesi |
| Finale  | 27 dicembre | Baltimore Colts | 27–0      | Cleveland Stadium | 79,544   | Recap   |

## Classifiche
| NFL Eastern Conference |    |    |   |      |       |     |     |     |
|                        | V  | S  | P | %    | CONF  | PF  | PS  | STR |
| Cleveland Browns       | 10 | 3  | 1 | .769 | 9–2–1 | 415 | 293 | V1  |
| St. Louis Cardinals    | 9  | 3  | 2 | .750 | 8–2–2 | 357 | 331 | V4  |
| Philadelphia Eagles    | 6  | 8  | 0 | .429 | 6–6   | 312 | 313 | S1  |
| Washington Redskins    | 6  | 8  | 0 | .429 | 5–7   | 307 | 305 | S2  |
| Dallas Cowboys         | 5  | 8  | 1 | .385 | 4–7–1 | 250 | 289 | V1  |
| Pittsburgh Steelers    | 5  | 9  | 0 | .357 | 5–7   | 253 | 315 | S1  |
| New York Giants        | 2  | 10 | 2 | .167 | 2–8–2 | 241 | 399 | S4  |

Note: I pareggi non venivano conteggiati ai fini della classifica fino al 1972.